# Pedro Sainz Rodríguez
Pedro Sainz Rodríguez (Madrid, 1897 – 14 de desembre 1986), escriptor, filòleg, bibliògraf, editor i polític espanyol, conseller polític de Joan de Borbó i Battenberg i un dels principals artífexs del nomenament de Joan Carles I com a successor de Franco, i de la Segona Restauració. Les seves restes es troben en el cementiri de San Justo de Madrid.

## Formació
Provenia d'una família de metges. Va estudiar batxillerat com a alumne lliure (tenia dos professors particulars a casa, un per a ciències i un altre per a lletres) i es va examinar en els instituts San Isidro i Cardenal Cisneros de Madrid, destacant en Lletres. En efecte, va estudiar Lletres per vocació i Dret per obligació (desig del seu pare) en la Universitat Central. Va presidir l'Associació d'Estudiants de Filosofia i Lletres i la Federació Nacional d'Estudiants i va assistir en representació d'Espanya al Congrés d'Associacions d'Estudiants celebrat en Estrasburg. El 1920 va guanyar unes oposicions a la Càtedra de Llengua i Literatura Espanyoles de la Universitat d'Oviedo, sorprenent per la seva erudició (narra en la seva autobiografia que tenia el costum d'assistir a oposicions per saber com preparar-les). Es va doctorar després en Filosofia i Lletres per la Universitat Central amb premi extraordinari i va obtenir el premi Rivadeneyra. A Oviedo va arribar a ser degà de Filosofia i Lletres i va travar amistat amb el general Francisco Franco i a Madrid, on acudia sovint, amb el Comte de Romanones, a qui va escriure algun discurs. Als vint-i-un anys (1924) va guanyar la càtedra de Bibliologia de la Universitat de Madrid. Quan Romanones va substituirManuel Azaña com a director de l'Ateneo de Madrid, va ser nomenat bibliotecari d'aquesta institució. Va aconseguir sortir diputat monàrquic en les Corts Constituents de 1931, la constitució de les quals va atacar no obstant això en un discurs que s'inclou en les seves interessants memòries, titulades Testimonio y recuerdos (Barcelona, 1978) i, el 1933, va obtenir acta de diputat per Renovación Española.

## Guerra Civil
Va ser, juntament amb Víctor Pradera i José Calvo Sotelo, impulsor del Bloque Nacional, un efímer intent d'aglutinar les diferents faccions d’ultradreta, i va col·laborar activament en l'alçament militar de 1936, actuant com a enllaç amb el general José Sanjurjo. Recentment s'ha demostrat que l'1 de juliol de 1936 va signar quatre contractes amb la companyia SIAI (Società Idrovolante Alta Itàlia) per reunir aparells moderns italians, de bombardeig, caces i hidroavions, per utilitzar en la revolta. És versemblant que fos en preparació del possible fracàs de la revolta, ja que això desembocaria en guerra civil. És literalment impossible que aquests contractes, que van haver de negociar-se durant mesos, fossin ignorats de Mussolini i de Calvo Sotelo. Va ser l'únic líder del Bloque Nacional que va sobreviure a la Guerra Civil.
Forma part del Primer Govern nacional d'Espanya (1938-1939) passant a exercir la cartera d'Instrucció Pública, la qual, durant el seu mandat, va passar a denominar-se d'Educació Nacional. Va fixar com a seu la ciutat de Vitòria, comprenent el seu ministeri els següents serveis: Ensenyament superior i mitjà, Primer ensenyament, Ensenyament professional i tècnic, i Belles arts. Va afavorir la coneguda com "Edición nacional" de les Obras completas de Marcelino Menéndez Pelayo (1938), de qui fou un gran estudiós. El 1939 presentà un Proyecto de Ley de Reforma Universitaria. En aquest càrrec va fundar l'Orde d'Alfons X el Savi i la Direcció general d'Arxius i Biblioteques i va impulsar la creació d'un Pla de Batxillerat d'inspiració humanística que va estar vigent durant llargs anys.
Fou destituït quan Franco es va assabentar que usava el cotxe oficial per anar als bordells. La veritat és que romandria tota la seva vida, com ell mateix va escriure, "solterón". Des del Ministeri d'Educació Nacional va dirigir tot el procés de purga i depuració del sistema d'ensenyament republicà, depuració que va abastar tots els àmbits de la docència: universitària, secundària i primària; un procés que es va allargar en el temps i que evita esmentar en les seves memòries (Ordre del Ministeri d'Educació Nacional de l'11 de març de 1938 en què es fixen les pautes d'actuació de les comissions de depuració i s'estableix el funcionament de l'aparell administratiu que té com a objectiu controlar i centralitzar tot el procés per dotar-lo d’un caràcter més homogeni; crea una Oficina Tècnicoadministrativa amb caràcter de Secció especialment encarregada de tramitar els expedients, incidències i recursos al fet que doni lloc la depuració del personal. Posteriorment per Ordre ministerial del 19 de març de 1939 es crea la Comissió Especial Dictaminadora; el procés només es va donar per conclòs el 1944). Sainz Rodríguez va crear la Biblioteca de Clásicos Olvidados i va desenvolupar un Pla de Batxillerat d'inspiració humanística amb el qual va impulsar la reforma educativa i que va estar vigent molts anys. Va tenir l'adreça literària de l'editorial CIAP o Companyia Ibero Americana de Publicacions.

## Conspirador monàrquic
Malgrat l'amistat que l'unia al dictador des de la seva joventut, Sainz Rodríguez en va discrepar aviat políticament, va cessar del càrrec i el 1941 va fixar la seva residència a Estoril, com a conseller de Joan de Borbó i Battenberg. No va tornar a Espanya fins a 1969, per ocupar una càtedra en la Universitat de Comillas. Va donar com a causa o pretext en les seves memòries el difícil trasllat de la seva quantiosa biblioteca, el pes de la qual, segons les seves memòries, era de dotze tones. Com havia quedat per publicar l'Epistolario en l'"Edición Nacional" de les obres de Menéndez Pelayo, Sainz Rodríguez va emprendre més de quaranta anys després, restaurada per fi la monarquia borbònica, i en la seva qualitat de Patró-Director de la Fundació Universitària Espanyola, la definitiva edició integral de l'epistolari, que va ser encarregada a Manuel Revuelta Sañudo, director de la Biblioteca de Menéndez Pelayo. Entre 1982 i 1990 es publicaren els 22 volums que completen l'Epistolario (tots per la Fundació Universitària Espanyola, de Madrid), i el 1991 va aparèixer un volum 23 amb els índexs, entre ells de corresponents i temàtic; es tracta de 15.299 cartes a i de Menéndez Pelayo.

## Acadèmic
Sainz va ser membre de la Reial Acadèmia de la Llengua i de la d'Història i va acumular una biblioteca personal de més de vint mil volums. Per diverses circumstàncies s'han perdut algunes obres seves sobre l'erudit il·lustrat Andrés Burriel.

## Obres
- Antonio Agustín y sus obras inéditas, 1914.
- Don Bartolomé José Gallardo y la crítica literaria de su tiempo, 1921.
- La obra de "Clarín", 1921.
- La evolución de las ideas sobre la decadencia española, 1924.
- Documentos para la historia de la crítica literaria en España, 1926.
- La mística española, 1926.
- Introducción a la historia de la literatura mística en España, 1927.
- Ascetismo y humorismo en la literatura española, 1928.
- Epistolario entre Valera y Menéndez Pelayo, 1930.
- Histoire de la Révolution Nationale Espagnole. Paris: Société Internationale d'Editions et de Publicité, 1939, dos vols.
- Amb el pseudònim Tomás Crame, Catalina de Aragón, Madrid: Atlas, 1943.
- Espiritualidad española, 1961.
- Biblioteca bibliográfica hispánica dirigida per Pedro Sainz Rodríguez. Madrid. Fundación Universitaria Española, Seminario "M. Pelayo", 1975-1987, 6 vols.
- Testimonio y recuerdos. Barcelona: Planeta, 1978
- Semblanzas; pròleg de José María de Areilza; epíleg de Luis María Ansón. Barcelona: Planeta, 1988
- Estudios sobre Menéndez Pelayo; introducció de José Luis Varela; Madrid: Espasa-Calpe, 1984.
- Historia de la crítica literaria en España; pròleg de Fernando Lázaro Carreter, Madrid: Taurus, 1989.